# رالف بارتون
رالف بارتون (انگلیسی: Ralph Barton؛ ‏ ۱۴ اوت ۱۸۹۱ – ۱۹ مهٔ ۱۹۳۱) هنرمند، تصویرگر، کارتونیست و کاریکاتوریست اهل ایالات متحده آمریکا بود. آثار او در دهه ۱۹۲۰ بسیار مورد توجه بود و به عنوان مظهر این دوران در نظر گرفته شده‌است. بارتون اندکی پس از مرگش، که درست پیش از تولد چهل سالگی اش روی داد، تقریباً فراموش شد. او دچار اختلال دوقطبی بود و هر چهار ازدواجش به طلاق منجر شد و سرانجام در سن ۳۹ سالگی با شلیک گلوله‌ای به شقیقهٔ راستش خودکشی کرد.
آثار او در نیویورکر، فوتوپلی، ونتی فر، جاج و هارپرز بازار منتشر می‌شد. او تصویرگر کتاب مشهور آقایان موطلایی‌ها را ترجیح می‌دهند اثر آنیتا لوس هم بود. یکی از همسران او ژرمن تایفر بود که یکی از اعضای گروه شش بود. برخی از آثار او در نگارخانه ملی پرتره در معرض نمایش است. او از دوستان نزدیک توماس هارت بنتون بود و نخستین کاریکاتورش را از چهرهٔ او کشید. رالف بارتون کاریکاتورهایی از هنرمندان مشهور همچون آنری ماتیس، پابلو پیکاسو، لیلین گیش، زیگموند فروید و چارلی چاپلین کشیده‌است.
وی همچنین برندهٔ جوایزی همچون شوالیه لژیون دونور شده‌است.

## اوایل زندگی شخصی
رالف بارتون در ۱۴ اوت ۱۸۹۱ در کانزاس سیتی، میسوری، کوچک‌ترین از چهار فرزند آبراهام پول و کاترین جوزفین (ویگینتون) بارتون به دنیا آمد. پدرش حرفه ای وکیل بود، اما در حوالی زمان تولد رالف تغییری در شغل خود ایجاد کرد و مجلاتی در زمینه متافیزیک منتشر کرد. مادرش که یک نقاش پرتره ماهر بود، یک استودیو هنری را اداره می‌کرد. بارتون جوان استعداد مادرش را برای هنر نشان داد، و زمانی که او در اواسط نوجوانی بود، چندین کارتون و تصویرهایش را دیده بود که در The Kansas City Star و Kansas City Journal-Post منتشر شده بودند. در سال ۱۹۰۸، رالف بارتون با این موفقیت، از کانزاس سیتی انصراف داد. دبیرستان مرکزی قبل از فارغ‌التحصیلی. او در سال ۱۹۰۹ برای حضور در مؤسسه هنری شیکاگو به شیکاگو نقل مکان کرد، اما به زودی متوجه شد که «مردم شیکاگو یا شیکاگو و بدتر از همه مؤسسه هنری را دوست ندارد. من می‌توانستم دو برابر بیشتر در محل کار یاد بگیرم.» به مادرش پس از بازگشت به کانزاس سیتی در عرض چند ماه، بارتون با ماری جنینگز، همسر اول خود ازدواج کرد.

## مرگ
در۱۹ می ۱۹۳۱، بارتون در آپارتمان پنت هاوس خود در میدتاون شرقی منهتن، خود را از طریق معبد سمت راست تیراندازی کرد. او ۳۹ سال داشت. یادداشت خودکشی او می‌گفت که او به‌طور غیرقابل برگشتی "تنها زنی را که دوست داشتم از دست داده" (بازیگر کارلوتا مونتری در سال ۱۹۲۶ از بارتون طلاق گرفت و در سال ۱۹۲۹ با یوجین اونیل ازدواج کرد) و او می‌ترسید که تشدید اختلال دوقطبی اش به جنون نزدیک شود. . او نوشت: «من مشکلات کمی داشته‌ام، دوستان زیادی داشته‌ام، موفقیت‌های بزرگی داشته‌ام؛ زن به زن و خانه به خانه رفته‌ام، از کشورهای بزرگ دنیا دیدن کرده‌ام - اما از اختراع دستگاه‌هایی برای پر کردن بیست خسته شده‌ام. -چهار ساعت در روز." تقریباً بلافاصله، شهرت او کاهش یافت. چند سال پس از مرگ او، کاریکاتور جورج گرشوین تنها به قیمت ۵ دلار فروخته شد. خاکستر رالف بارتون به زادگاهش کانزاس سیتی بازگردانده شد و در قبرستان کوه موریا دفن شد.

## میراث
در اواخر قرن، آثار او در چندین نمایشگاه در گالری ملی پرتره گنجانده شد. کنفرانسی در سال ۱۹۹۸ در مورد کاریکاتور در کتابخانه کنگره نیز به کار او توجه کرد